# مسجد ثريا
مسجد ثريا، وهو من مساجد بغداد التراثية القديمة، ولقد بني وشيد في عهد الدولة العثمانية، ويقع في جانب الكرخ من مدينة بغداد، في منطقة سوق حمادة، وجدد بناؤهُ من قبل رئيس جمهورية العراق السابق عبد السلام عارف، ويحتوي المسجد على مصلى يتسع لأكثر من 300 مصل، وتبلغ مساحة الجامع الكلية 1000 م2، وتقام في المسجد صلاة الجمعة والصلوات الخمس المكتوبة، وفيهِ منارة مئذنة بنيت بالطابوق على الطراز الاسلامي ومزينة بالزخارف والكاشي الملون الكربلائي، ويحتوي على ساحة وحديقة ومرفقات عدة، والمسجد مستلم من قبل ديوان الوقف السني في العراق وحالتهُ مضبوطة.